# Megara (pećina kod Sokoca)
Megara je pećina (ponor) u Bosni i Hercegovini. 
Nalazi se na zapadnom rubu Glasinačkog polja u općini Sokolac. Ulaz u pećinu je visok 6, a širok 12 metara. U pećinu se ulijevala rječica Rešetnica sve do 1930. godine kada se otvorio ponor dva kilometra uzvodno od Megare. Ovu kao i druge glasinačke pećine istraživao je češki geograf Jiri Daneš. Prema njegovom mišljenju vode Rešetnice su oticale ka pećini Govještici na lijevoj obali Prače. Duboka je 828 metara.